# Hassan Darwish
Hassan Darwish – egipski piłkarz grający na pozycji obrońcy. W swojej karierze grał w reprezentacji Egiptu.

## Kariera klubowa
W swojej karierze piłkarskiej Darwish grał w klubie Ismaily SC.

## Kariera reprezentacyjna
W 1974 roku Darwish został powołany do reprezentacji Egiptu na Puchar Narodów Afryki 1974. Na tym turnieju rozegrał trzy mecze: grupowe z Zambią (3:1), z Wybrzeżem Kości Słoniowej (2:0), półfinałowy z Zairem (2:3) i o 3. miejsce z Kongiem (4:0). Z Egiptem zajął 3. miejsce w tym turnieju.